# Plocaederus rusticus
Plocaederus rusticus là một loài bọ cánh cứng trong họ Cerambycidae.